# Чинук (ветар)
Чинук је ветар фенског карактера који дува у Северној Америци. Дува са североистока низ источне падине Стеновитих планина. Назив је добио по индијанском племену Чинук.